# Arrondissement de La Roche-sur-Yon
L’arrondissement de La Roche-sur-Yon est une division administrative française située dans le département de la Vendée et la région des Pays-de-la-Loire.

## Dénomination
Au cours de l’histoire, l’arrondissement a pris les noms successifs de :
- Napoléon, sous le Premier Empire (entre 1804 et 1814) ;
- La Roche-sur-Yon (quelques jours en 1814) ;
- Bourbon-Vendée, pendant la Première Restauration (entre 1814 et 1815) ;
- Napoléon, à l’occasion des Cent-Jours (en 1815) ;
- Bourbon-Vendée, sous la Seconde Restauration et la monarchie de Juillet (entre 1815 et 1848) ;
- Napoléon, sous la Deuxième République (entre 1848 et 1852) ;
- Napoléon-Vendée, sous le Second Empire (entre 1852 et 1870) ;
- et La Roche-sur-Yon (depuis 1870).

## Histoire
La création de l’arrondissement est permise par le décret impérial du 5 prairial an XII (25 mai 1804) ; celui-ci, qui fonde Napoléon (La Roche-sur-Yon), transfère également la préfecture de la Vendée de Fontenay-le-Comte à la ville nouvelle. Par ailleurs, la loi du 14 juin 1810 renomme l’arrondissement de Montaigu en arrondissement de Napoléon et transfère une sous-préfecture à Fontenay-le-Comte.
En outre, le territoire d’exercice du nouvel arrondissement reprend exactement le même périmètre cantonal de celui de Montaigu. D’ailleurs, celui-ci avait été défini par l’arrêté du 9 brumaire an X no 1 017 portant réduction des justices de paix du département de la Vendée ; il comprenait 7 cantons : Les Essarts, Les Herbiers, Montaigu, Mortagne-sur-Sèvre, Le Poiré-sur-Vie, Rocheservière, et Saint-Fulgent.
La loi relative à diverses modifications dans la circonscription du territoire du 21 juillet 1824 redéfinit le territoire d’exercice de l’arrondissement : les cantons de Chantonnay et de Mareuil intègrent l’arrondissement de Bourbon-Vendée (La Roche-sur-Yon), repris à celui de Fontenay-le-Comte, plusieurs communes sont réaffectées à des cantons situés dans l’arrondissement abritant le siège préfectoral.
À partir de cette date, l’arrondissement de la Roche-sur-Yon (Bourbon-Vendée à l’époque) se compose des cantons de :
- Chantonnay ;
- Les Essarts ;
- Les Herbiers ;
- Mareuil, devenu, en 1956, Mareuil-sur-Lay, puis, en 1974, Mareuil-sur-Lay-Dissais ;
- Montaigu ;
- Mortagne-sur-Sèvre ;
- Le Poiré-sur-Vie ;
- La Roche-sur-Yon (après 1870), scindé en 1973 en deux cantons : un au nord et un autre au sud ;
- Rocheservière ;
- Saint-Fulgent.

Par un décret en Conseil d’État du 10 octobre 1975, le territoire de l’arrondissement est agrandi par l’accueil de La Chapelle-Palluau, commune associée à Aizenay (canton du Poiré-sur-Vie), qui appartenait avant cette date au canton de Palluau (arrondissement des Sables-d’Olonne). Toutefois, par arrêté préfectoral du 31 mai 1979 avec effet immédiat, La Chapelle-Palluau est restaurée comme commune et réintègre le canton de Palluau.
Néanmoins, le découpage cantonal rendu officiel à compter du 2 avril 2015 ne fait plus coïncider les périmètres des arrondissements et des cantons. Ainsi, quatre cantons sont recouverts dans leur intégralité (Aizenay, Montaigu, Mortagne-sur-Sèvre et La Roche-sur-Yon-2) tandis que quatre autres ne le sont que partiellement (Chantonnay, Les Herbiers, Mareuil-sur-Lay-Dissais et La Roche-sur-Yon-1).
Au 1er janvier 2017, dans le cadre de la rationalisation des limites administratives de l’État vis-à-vis des intercommunalités à fiscalité propre, l’arrondissement accueille huit communes de l’arrondissement des Sables-d’Olonne : Apremont, La Chapelle-Palluau, Falleron, Grand’Landes, Maché, Palluau, Saint-Étienne-du-Bois et Saint-Paul-Mont-Penit. Le même jour, il perd également onze communes qui intègrent l’arrondissement de Fontenay-le-Comte : Bessay, La Bretonnière-la-Claye, Château-Guibert, Corpe, La Couture, Mareuil-sur-Lay-Dissais, Moutiers-sur-le-Lay, Péault, Les Pineaux, Rosnay et Sainte-Pexine. Ces modifications diminuent le nombre de communes à 81.
Le 1er janvier 2019, la commune de Landeronde, membre de La Roche-sur-Yon-Agglomération, précédemment située dans l’arrondissement des Sables-d’Olonne, est intégrée à l’arrondissement.

## Composition

### Découpage communal depuis 2015
Depuis 2015, le nombre de communes des arrondissements varie chaque année soit du fait du découpage cantonal de 2014 qui a conduit à l’ajustement de périmètres de certains arrondissements, soit à la suite de la création de communes nouvelles. Le nombre de communes de l’arrondissement de La Roche-sur-Yon est ainsi de 92 en 2015, 84 en 2016, 81 en 2017 et 77 en 2019.
Le 1er janvier 2024, les communes déléguées de Sainte-Florence et L’Oie quittent la commune nouvelle d’Essarts-en-Bocage et sont érigées en communes séparées,. Le nombre de communes passe de 77 à 79.
Au 1er janvier 2024, l’arrondissement groupe les 79 communes suivantes :
1. Aizenay
2. Apremont
3. Aubigny-Les Clouzeaux
4. Bazoges-en-Paillers
5. Beaufou
6. Beaurepaire
7. Bellevigny
8. La Bernardière
9. La Boissière-de-Montaigu
10. Bournezeau
11. Les Brouzils
12. La Bruffière
13. La Chaize-le-Vicomte
14. Chantonnay
15. Chanverrie
16. La Chapelle-Palluau
17. Chauché
18. Chavagnes-en-Paillers
19. La Copechagnière
20. Cugand
21. Dompierre-sur-Yon
22. Les Epesses
23. Essarts-en-Bocage
24. Falleron
25. La Ferrière
26. Fougeré
27. La Gaubretière
28. La Genétouze
29. Grand’Landes
30. L’Herbergement
31. Les Herbiers
32. Landeronde
33. Les Landes-Genusson
34. Les Lucs-sur-Boulogne
35. Maché
36. Mallièvre
37. La Merlatière
38. Mesnard-la-Barotière
39. Montaigu-Vendée
40. Montréverd
41. Mortagne-sur-Sèvre
42. Mouchamps
43. Mouilleron-le-Captif
44. Nesmy
45. L’Oie
46. Palluau
47. Le Poiré-sur-Vie
48. La Rabatelière
49. Rives-de-l’Yon
50. Rocheservière
51. La Roche-sur-Yon (siège)
52. Rochetrejoux
53. Saint-André-Goule-d’Oie
54. Saint-Aubin-des-Ormeaux
55. Sainte-Cécile
56. Saint-Denis-la-Chevasse
57. Saint-Étienne-du-Bois
58. Sainte-Florence
59. Saint-Fulgent
60. Saint-Germain-de-Prinçay
61. Saint-Hilaire-le-Vouhis
62. Saint-Laurent-sur-Sèvre
63. Saint-Malô-du-Bois
64. Saint-Mars-la-Réorthe
65. Saint-Martin-des-Noyers
66. Saint-Martin-des-Tilleuls
67. Saint-Paul-en-Pareds
68. Saint-Paul-Mont-Penit
69. Saint-Philbert-de-Bouaine
70. Saint-Prouant
71. Saint-Vincent-Sterlanges
72. Sigournais
73. Le Tablier
74. Thorigny
75. Tiffauges
76. Treize-Septiers
77. Treize-Vents
78. Venansault
79. Vendrennes

## Démographie
En 2022, l'arrondissement comptait 306 623 habitants.
| 1968    | 1975    | 1982    | 1990    | 1999    | 2006    | 2011    | 2016    | 2021    |
| ------- | ------- | ------- | ------- | ------- | ------- | ------- | ------- | ------- |
| 168 142 | 187 056 | 204 788 | 217 052 | 230 386 | 254 913 | 276 569 | 291 623 | 304 663 |

| 2022    | - | - | - | - | - | - | - | - |
| ------- | - | - | - | - | - | - | - | - |
| 306 623 | - | - | - | - | - | - | - | - |

## Administration
L’arrondissement est administré par le secrétaire général de la préfecture.
| Période            | Période                      | Identité                  | Fonction précédente                                   | Observation                                                               |
| ------------------ | ---------------------------- | ------------------------- | ----------------------------------------------------- | ------------------------------------------------------------------------- |
| 14 septembre 1974  | 8 septembre 1978             | Jean-Franklin Yavchitz,   |                                                       | Nommé sous-préfet chargé de mission auprès du préfet des Yvelines (1978). |
| Données manquantes |                              |                           |                                                       |                                                                           |
| 21 février 2016    | 10 mai 2018 (démissionnaire) | Vincent Niquet,           |                                                       |                                                                           |
| 13 juin 2018       | 12 septembre 2020            | François-Claude Plaisant, | Sous-préfet de Saint-Malo (Ille-et-Vilaine)           | Nommé sous-préfet de Torcy, en Seine-et-Marne (2020).                     |
| 1er janvier 2021   | 20 novembre 2023             | Anne Tagand,              |                                                       | Nommée cheffe de service au ministère des Armées (2023).                  |
| 14 décembre 2023   | En cours                     | Nadia Seghier             | Secrétaire générale de la préfecture d’Indre-et-Loire |                                                                           |